# Es wird alles wieder gut
Es wird alles wieder gut ist ein deutscher Liebesfilm von Géza von Bolváry aus dem Jahr 1957.

## Handlung
Halbwaise Beate Horstmann steht kurz vor dem Abitur, droht jedoch wegen ungenügender Leistungen in Mathe und Latein durchzufallen. Sie richtet ihrem Vater, dem ehemaligen Rittmeister Friedrich Horstmann, die Bitte ihrer Lehrerin Dr. Höger aus, in der Schule wegen einer Besprechung zu erscheinen. Dazu kommt es nicht mehr, weil Friedrich bei einem Unfall tödlich verunglückt. Beate ist tief erschüttert. Im Krankenhaus trifft sie auf den Patienten Karl Egger, der sie tröstet. Zwei Wochen später besteht Beate das Abitur gerade so, weil Regierungsrat Milbe, der von ihrem Schicksal erfahren hat, ihr bei der Prüfung heimlich vorsagt.
Beate findet keine Anstellung und lernt in einem Kurs auf eigene Faust Stenotypie und Schreibmaschine. Eines Tages sieht sie Karl Egger im Fernsehen: Er ist Ansager. Beate besucht ihn und fragt, ob er Arbeit für sie habe. Tatsächlich meldet er sich einige Zeit später bei ihr und sie erhält eine Anstellung als Sekretärin des Unterhaltungschefs beim Fernsehen, Dr. Johann Krapp. Nach einigen Wochen beginnt sie, Selbstgespräche mit sich und dem nicht anwesenden Johann zu führen, bis dieser dahinterkommt. Er lädt die ebenfalls alleinstehende Beate ins Theater ein, doch sagt sie ab, da sie bereits etwas vorhabe. Beide treffen sich am Abend in dem Café, das in der Etage über Beates Wohnung liegt. Sie tanzen gemeinsam und Beate ist glücklich. Weil sie gerne ein sehr teures, aber schönes Kleid kaufen will, übernimmt sie regelmäßig Spätschichten im Sender. Eines Tages erhält sie eine Eilmeldung, die sie Ansager Karl Egger für die Nachrichten geben soll. Sie weiß nicht, dass die Meldung verkündet, dass Eggers Frau, eine bekannte Sängerin, bei einem Unfall ums Leben gekommen ist. Egger ist unfähig, die Nachricht vor der Kamera zu verlesen, und verlässt das Studio. Beate springt spontan ein, erklärt Eggers emotionale Reaktion und findet tröstende und aufbauende Worte. Kurz darauf verlässt sie das Studio und ist sich sicher, am nächsten Morgen entlassen zu werden. Im Fahrstuhl zu ihrer Wohnung trifft sie auf Peter Link, der Artistenmanager für das Varieté ist und viel in der Welt umherreist. Er tröstet sie und beide verbringen den Abend freundschaftlich zusammen in Peters Wohnung, die eine Etage unter Beates liegt.
Am nächsten Morgen wird Beate zum Fernsehintendanten gerufen, der ihr eine gutbezahlte Stelle als Ansagerin im Fernsehen anbietet. Nach Beates Auftritt standen die Telefone nicht mehr still und den Sender erreichte zahlreiche Fanpost. Während es beruflich für Beate aufwärtsgeht, steht sie privat zwischen zwei Männern: Peter und Johann. Als sie glaubt, dass Peter von der Artistin Lucilla ein Kind erwartet, wendet sie sich enttäuscht von ihm ab und steckt all ihre Energie in ihre Arbeit. Vor der Kamera agiert sie nun immer gelöster, auch wenn Johann sie warnen muss, nicht abzuheben. Sie hat Peter schon bald verdrängt und bittet Johann sogar, die Reportage über die Hochzeit von Lucilla moderieren zu dürfen. Sie glaubt, dass diese Peter heiraten wird. Dennoch kann sie Johanns Liebe nicht erwidern, glaubt sie doch, dass es so erscheine, als würde sie sich nur für ihn entscheiden, weil Peter sie sitzengelassen hat. Während der Reportage erkennt Beate, dass Lucilla nicht Peter, sondern einen anderen Artisten heiratet. Sie spricht sich mit Peter aus. Dennoch hat Beate erkannt, dass Peter nicht der richtige für sie ist, und entscheidet sich am Ende für Johann.

## Produktion
Es wird alles wieder gut wurde in Hamburg und in den Real-Film-Studios Hamburg-Wandsbek gedreht. Die Kostüme schuf Walter Salemann, die Filmbauten stammen von F.-Dieter Bartels und Helmut Nentwig. Der Film erlebte am 24. Oktober 1957 in der Essener Lichtburg seine Premiere.
Im Film tritt der Don Kosaken Chor Serge Jaroff unter der Leitung von Serge Jaroff mit dem Lied Kalinka auf. Weitere Lieder im Film sind:
- Lys Assia: Wenn er käme, den ich möchte
- Frank Forster: Heut’ bin ich ein Millionär
- Frank Forster: Du darfst doch so nicht von mir geh’n
- Christa Williams: Das hat der Onkel Hugo …

## Kritik
Der film-dienst nannte Es wird alles wieder gut eine „süßliche Traumfabrik-Komödie aus der Wirtschaftswunder-Zeit“, die jedoch nicht halte, „was ihr realistischer Anfang an Lebensnähe verspricht.“